# اولیوتو چیترا
اولیوتو چیترا (به ایتالیایی: Oliveto Citra) یک کومونه در ایتالیا است که در استان سالرنو واقع شده‌است. اولیوتو چیترا ۳۱٫۶۲ کیلومتر مربع مساحت و ۳٬۸۰۱ نفر جمعیت دارد و ۳۰۰ متر بالاتر از سطح دریا واقع شده‌است.